# Сингапурский камень

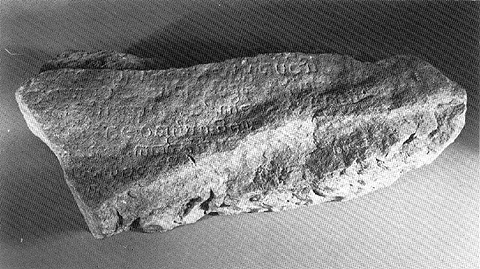
Сингапурский камень

Сингапурский камень (англ. Singapore Stone) — фрагмент большой глыбы песчаника, которая первоначально находилась в устье реки Сингапур. Камень, который по предположениям датируется по меньшей мере XIII веком или даже X-XI веками, нёс на себе нерасшифрованную надпись. Согласно последним теориям надпись сделана либо на древнеяванском, либо на санскрите. Есть вероятность того, что заказчик надписи был суматранцем. Обнаруженная глыба песчаника была взорвана в 1843 году, чтобы очистить и расширить проход в речном устье.
Происхождение плиты песчаника может быть связано с историей легендарного силача XIV века по имени Баданг, который бросил большой камень в устье реки Сингапур. После смерти силача раджа послал две каменные колонны, чтобы они были воздвигнуты над его могилой на мысе в Сингапурском проливе.
Камень, теперь выставляемый в Национальном музее Сингапура, был определён музеем в январе 2006 года как одно из 11 «национальных сокровищ» и Национальным советом по наследию как один из 12 важнейших артефактов, хранящихся в собраниях музеев Сингапура.

## Плита из песчаника

### Открытие
В июне 1819 года, спустя несколько месяцев после прибытия сэра Стэмфорда Раффлза (1781–1826) в Сингапур, рабочими, которые расчищали джунгли, на юго-восточной стороне устья реки Сингапур была найдена плита песчаника высотой примерно 10  футов (3 метра) и длиной около 9-10 футов (2.7—3 метра). (В 1972 году был составлен план места, где найдена была плита, и на нём установили статую вымышленного животного, называемого Мерлайон. Позднее статуя была перемещена). Согласно документам из «Журнала Азиатского общества Бенгалии», которые были собраны сэром Уильямом Эдвардом Максвеллом и переизданы в 1886 году, некто доктор Д. В. Монтгомери сообщил, что плита была обнаружена несколькими бенгальскими моряками, нанятыми капитаном Флинтом, первым мастер-аттендантом.
На плите была обнаружена надпись из 50 или 52 строк, но само её значение было неизвестно. Надпись была высечена закруглёнными буквами, ширина которых составляла три четверти дюйма (1.9 см).

### Разрушение
Примерно в январе 1843 года, по приказу капитана Стивенсона, плита была взорвана, чтобы очистить и расширить проход в речном устье, так как необходимо было место для создания форта Фуллертон и офицерских квартир. Как утверждают некоторые источники за разрушение камня был ответственен суперинтендант общественных работ Джордж Драмгул Коулман, хотя во время самого взрыва он в Сингапуре отсутствовал. Подполковник Джеймс Лоу подал прошение о сохранении плиты песчаника, но сообщал, что она необходима для строящегося бунгало. После взрыва он пересёк реку и выбрал из оставшихся фрагментов те, на которых были нанесены буквы. Так как фрагменты были весьма большими, он при помощи одного китайца обтесал их до состояния небольших пластин. Некоторые из меньших фрагментов, надпись на которых была более разборчивой, Лоу выслал в музей Королевского азиатского общества в Калькутте для анализа, куда они прибыли примерно в июне 1848 года. 
Большой блок от памятника находился некоторое время в форте Каннинг, но в конце концов был раскрошен на мелкие части и использован как гравий для дороги.